# Cameron Mitchell (Csillagkapu)
Cameron Mitchell egy kitalált szereplő a Csillagkapu című kanadai-amerikai katonai sci-fi televíziós sorozatban, melyben katonai csapatok fedezik fel a galaxist egy idegen technológia segítségével, a csillagkapu-hálózaton keresztül. Ben Browder alakításában Mitchell alezredes a sorozat főszereplője a 9. évad első, Avalon című részétől kezdve a sorozat végéig, majd a Csillagkapu: Az igazság ládája és a Csillagkapu: Continuum című csak DVD-re megjelent filmeknek is.
A 9. évad első epizódja bemutatja Mitchell erőfeszítéseit, hogy újraegyesítse a korábbi CSK-1-et saját vezetése alatt. A 9-10. évadban Samantha Carter ezredes, Dr. Daniel Jackson, a sztoikus Teal’c és a földönkívüli tolvaj, Vala Mal Doran segítségével Mitchell megkísérli megállítani az Ori fenyegetést, ami a Tejút galaxisát fenyegeti. Mitchell tapasztalt vadászpilóta és küldetései során gyakran kerül közelharcba.
Annak ellenére, hogy Browder népszerű volt a Csillagközi szökevények című televíziós sci-fi sorozatban, a CSK-1 vezetőjeként a rajongók egy része neheztelt rá, amiért elvette Carter pozícióját. Browder említést tett a Mitchell-centrikus epizódok, valamint a karakter és a többi főszereplő közötti cselekmények hiányáról. Cameron Mitchell alakításáért Ben Browdert Szaturnusz-díjra jelölték 2006-ban a Legjobb televíziós mellékszereplő kategóriában.

## Szerepe a Csillagkapuban
Cameron Mitchell alezredes Frank és Wendy Mitchell fia, régi kansasi lakosok, Auburnben élnek. Mitchell időnként párhuzamként emlegeti Biblia-imádó nagymamáját az Ori vallásával. A Csillagkapu: Continuum című filmben azt is láthatjuk, hogy Mitchell nagyapja annak az Achilles nevű hajónak volt a kapitánya, mely az Alfa kaput szállította Egyiptomból az Egyesült Államokbaba az 1930-as évek végén.
Két epizódban láthatunk visszatekintést Mitchell múltjára. A Járulékos veszteség című részből megtudjuk, hogy Mitchell apja az Amerikai Légierő tesztpilótája volt és mindkét lábát elveszítette egy balesetben Mitchell gyermekkorában. Amikor Cameron a Légierő századosa lett, egy bevetése során hibás parancs miatt F-16-os vadászgépével lelőtt egy gépkocsit, melyben ártatlanok is utaztak. Az Avalon című epizódban Mitchell Antarktiszon történt eseményeit ismerjük meg, melyek a 7. évad Az elveszett város című részében történtek. Mitchell egy F-302-essel harcolt Anubisz hajói ellen, majd gépét lelőtték, Mitchell több helyen is megsérült. A kórházban töltött idő alatt megkapta a legmagasabb rangú amerikai kitüntetést (Medal of Honor), és Jack O'Neill tábornok azon ígéretét, hogy bármit megkap, amit csak kér. Mitchell időközben nekifogott elolvasni az összes küldetésről szóló jelentést, ami a CSK-1-ről szólt.
Első megjelenése a sorozatban a 9. évad első epizódjában (Avalon) volt, miután sérüléséből felgyógyulva a CSK-1-hez akart csatlakozni. A Parancsnokságon megtudja, hogy az eredeti csapattagok mind új megbízást kaptak, és egy új tagokból álló CSK-1 vezetését kapja meg. Miután a Földre érkezik Vala Mal Doran, Dr. Daniel Jackson és Teal'c is részt vesz egy kincsvadászaton, amivel kezdetét veszi az Ori történetszál. Mitchell vezeti az ideiglenesen és kissé vonakodva részt vevő csapatot. Carter alezredes is csatlakozik Mitchell csapatához a 9. évad Hídfőállás című epizódjában, amely Vala eltűnésével ér véget. Egy epizóddal később Mitchell hivatalosan is újraegyesíti a korábbi CSK-1-et. Később az évad során Vala is csatlakozik hozzájuk.
Mitchell később is a CSK-1 vezetője a Csillagkapu: Az igazság ládája című filmben, majd ezredessé előléptetve a Csillagkapu: Continuumban is.

### Jelleme
A 9. évad kezdetén Mitchell fő motivációja, hogy újra összehozza a CSK-1-et. Robert C. Cooper producer azt akarta, hogy Mitchell megfeleljen a rajongói elvárásoknak, és a CSK-1 „Superman”-je legyen, valamint egy Csillagkapu-őrült, aki fellelkesülten igyekszik a galaxist felfedezni. Mindamellett Ben Browder úgy írja le Mithcell, mint „sztoikus” karaktert, aki „tényleg betartja a katonai előírásokat”, illetve hogy „van benne bizonyos naivitás és ártatlanság, bár nem különösebben naiv vagy ártatlan”. Mitchell személyisége és viselkedése a környezetétől (bázison vagy földön kívül tartózkodik) és körülötte lévő emberektől függ. Browder úgy érezte, az írók „végül azt találták ki, hogy Mitchell egyetlen szuperképessége az, hogy mindig megverik és vérzik”.
Browder úgy tervezte, Mitchell karaktere visszafogottabb lesz, mint a szintén általa alakított John Crichton a Csillagközi szökevényekben, akinek több érzelmi érdekeltsége volt és aki „szó szerint megőrült a sorozat folyamán. Mitchell a munkájára összpontosított és abban található élvezetre. De Crichton célja a túlélés volt és a családalapítás”. Míg Crichton a Csillagközi szökevények történeteinek középpontja volt, a CSK-1 tagjai közel egyforma súllyal szerepeltek az egyes epizódokban. Browder sosem úgy tekintett Mitchell karakterére, mint a Richard Dean Anderson által alakított Jack O'Neill helyettesítőjére, aki a CSK-1 korábbi vezetője volt. Míg O'Neill hozzáállása a későbbi években „kimerült a gúnyos megjegyzésekben” , Mitchell „optimistább és megvan az érzéke hozzá, hogy ne legyen túl gúnyos”.

## A forgatás
A szereplőválogatáson a sorozat producerei Ben Browder beválogatásakor azon gondolkoztak, hogy John Sheppard őrnagy vagy Dillon Everett ezredes szerepét kapja meg a Csillagkapu: Atlantisz című sorozatban. Browder abban az időben még a Csillagközi szökevényeket fogatta, de több alkalommal találkozott a Csillagkapu producereivel sci-fi rendezvényeken. Miután Richard Dean Anderson a 8. évad után elhagyta a sorozatot, Browder és a producerek összeültek újra, amikor az új főszereplőkről folytak a megbeszélések. Browder karakterét addig csak „MM” kódnéven emlegették, míg a producerek megállapodtak a Cameron 'Cam' Mitchell névben, és a Shaft hívójelben, röviden Cam.Shaft (angol szójáték, a „camshaft” jelentése „vezérműtengely”).
Az évek során Browder csak hellyel-közzel nézett Csillagkapu epizódokat, így két és fél hét alatt végignézte a teljes előző évadokat, hogy képbe kerüljön, amit egy későbbi részben az írók ki is figuráztak azzal, hogy Mitchell végigolvasta a CSK-1 küldetéseinek összes jelentését, mielőtt a csapathoz csatlakozott volna. Browder visszaköltözött Vancouverbe, ahol a sorozatot forgatták. Családja, aki a Csillagközi szökevények készítésének évei alatt végig vele voltak Ausztráliában, ekkor Los Angelesben maradtak, bár Browder gyermekei háttérszereplőként feltűntek a Szoros kötelékek című epizódban.

### A karakter
Browder karakterének formálását az írók gondjaira bízta, de úgy gondolta, a közönség végül úgyis Mitchell tettei és szavai alapján fogják meghatározni a karaktert, nem az előélete alapján. Ő emberibbé akarta tenni a karaktert, akit nem teljes mértékben a katonai szabályzat irányít, miközben lassacskán ugyanolyan hőssé válik, mint amilyen a CSK-1 többi tagja is. Robert C. Cooper producer, aki a 9. évad első három évadjában Mithcell bemutatását megírta, olyan vezetőt akart formálni, aki a kezdetektől fogva lelkesedik a galaxis felfedezése iránt., Browder viszont nem szerette volna, hogy szereplője első reakciója a képernyőn a lelkesedés legyen, ezért a karaktert sztoikusnak írták meg, aki az első jelenetekben Landry tábornokot üldözi. Cooper beletette Mitchellt a 7. évad Az elveszett város című epizód emlékezetes csatajelenetébe, hogy ne a 9. évad első epizódjában legyen túl erőltetett Mitchell hősiessége.
Bár Mitchell volt a csapat parancsnoka, a 9. évad első felében nem igazán volt ő a középpontban. Több író is, akik Richard Dean Anderson csökkent szerepeit írták, ösztönösen is kisebbítették Mitchell szerepét, mígnem Cooper emlékeztette őket, hogy Browdernek a teljes évadra szerződése van. Annak ellenére, hogy Mitchell alezredesnek jelentős szerepei voltak a 10. évad több részében, Browder hiányolta a Mitchell-centrikus epizódokat. Joseph Mallozzi ezt úgy magyarázta, hogy ez annak az eredménye, hogy az Ori történetszál és az új szereplő, Vala Mal Doran kibontására is kellett a hely és az idő. Mitchell a Csillagkapu: Atlantisz sorozat egyetlen részében sem játszik, ami Browder szerint annak köszönhető, hogy közte és Atlantisz között nincs összekötő szál. Vele ellentétben Daniel például birtokolja az Ősök tudását, Carternek pedig van közös múltja az Atlantiszi tudóssal, Rodney McKayjel (David Hewlett). Bár két Csillagközi szökevények epizódot Browder írt, a 10. évadig nem ajánlott egyetlen Csillagkapu sztorit sem a producereknek. A 10. évad Rosszfiúk című epizódjára aztán lehetőséget kapott a történet kidolgozására, amit Martin Gero író és producer írt át televízióra.

### Kaszkadőrök és erőszak
Mitchell gyakran központi figurája az akció és csatajeleneteknek. Browder éveken át viccelődött azzal, hogy „Mitchell szuperképessége az, hogy elverik a seggét”, amivel épp ellentéte az erős harcos Teal'c-nek. Browder élvezte szerepének fizikai részeit, és saját maga akarta csinálni az akciójelenetek legtöbbjét. Első harci tapasztalatait a drámaiskolában szerezte, és sok kaszkadőrmunkát végzett a Csillagközi szökevényekben is. A 9-10. évadban együtt dolgozott a harci jelenetek koreográfusaival. Első harci jelenete a Csillagkapu sorozatban egy kardküzdelem volt az Avalon című epizódban, ahol nem dublőr harcolt, hanem maga Browder, és valódi kardokat használtak, mert a nehéz kardok valóságosabbnak tűnnek akció közben. Ezt a harcot egy bonyolult küzdelem követte egy Sodan Jaffa harcos ellen a Babylon című részben. Paul Mullire író aggódott amiatt, hogy a rajongókat elkedvteleníti a Járulékos veszteség című epizód erőszakossága és komorsága, melyben Mitchell olyan emlékeket kapott, ahol szerelmét gyilkolta meg. A producerek azonban nem akarták megrövidíteni Mitchell érzelmi útját, így nem rettentek el egy újabb erőszakos epizódtól. A Camelot című részben Browdernek újabb kardküzdelmére kerül sor, majd a Csillagkapu: Az igazság ládája című filmben ökölharcba keveredik egy Replikátor által irányított IOA megfigyelővel, James Marrickkel.

## Fogadtatás
Bár a TV Zone (főként sci-fi műsorokkal foglalkozó brit magazin) munkatársa, Stephen Graves szerint Ben Browder és Claudia Black első, a Csillagközi szökevények utáni megjelenése az Avalon című részben „jelentéktelen” volt, Mitchell bemutatását szórakoztatónak tartotta. Azonban csalódásként értékelte, hogy Mitchell a kardküzdelem után nem nagyon járult hozzá a történethez, és hogy „kétségbeesett erőfeszítései”, hogy a régi CSK-1-et újra összehozza, túlságosan is a készítők erőfeszítését tükrözte a 8. évad végének megfelelő állapot visszaállítására. Miközben néhány rajongó dühös volt, amiért nem Carter kapta meg a CSK-1 parancsnoki posztját visszatérése után, Leonard Fischer a The Seattle Timestól úgy vélte, Browder és Michael Shanks „humoros együttműködést” vittek a képernyőre a 9. évad közepén.
A Memento mori című epizódról a szintén TV Zone-os Anthony Brown úgy érezte, hogy „Ben Browder és Claudia Black eljutottak arra pontra, ahol képesek a bajt is szórakoztató módon előadni anélkül, hogy úgy éreznéd, hogy a Csillagközi szökevények-beli karaktereik kerültek át egy csillagkitöréssel a Csillagkapu sorozatba”. Maureen Ryan a The Chicago Tribune-től Browder és Black játékát a 10. évadban úgy jellemezte, mint „nagyszerű szórakozás; a Csillagközi szökevényekből származó kapcsolatuk látható volt, bár teljesen más karaktereket alakítottak a Csillagkapu sorozatban”.
Cameron Mitchell alakításáért Ben Browdert 2006-ban Szaturnusz-díjra jelölték a Legjobb televíziós mellékszereplő kategóriában. A népszerűség hatására a Diamond Select Toys Mitchellt is létrehozta a harmadik sorozat Csillagkapu-akciófigurái között.